# Stugeta nyanzana
Stugeta nyanzana är en fjärilsart som beskrevs av Wichgraf 1911. Stugeta nyanzana ingår i släktet Stugeta och familjen juvelvingar. Inga underarter finns listade i Catalogue of Life.